# Glacier de Hintertux
Le glacier de Hintertux (allemand : Hintertuxer Gletscher) est l'ensemble glaciaire formé par le Tuxer Ferner et le Riepenkees, situés au pied de la Gefrorene-Wand-Spitzen, en amont de la Tuxertal, dans le land du Tyrol, en Autriche.
Il est l'une des destinations touristiques les plus populaires d'Autriche grâce à son accessibilité toute l'année pour la pratique du ski et des activités de randonnée.